# جایزه یونسکو/بیلبائو برای ترویج فرهنگ حقوق بشر
جایزه یونسکو/بیلبائو برای ترویج فرهنگ حقوق بشر (به انگلیسی: UNESCO/Bilbao Prize for the Promotion of a Culture of Human Rights)، در سال ۱۹۷۸ میلادی در ۳۰ امین سالگرد پذیرش اعلامیه جهانی حقوق بشر، به شکل جایزه یونیسکو برای تحصیلات حقوق بشری ایجاد شد. و از آن برای قدردانی از تلاش‌های مؤسسات یا افرادی استفاده می‌شود که سهم ستودنی در پیشرفت دانش در خصوص حقوق بشر و ساخت یک فرهنگ جهانی حقوق بشر ایفا کرده‌اند. این جایزه در ۵ می ۲۰۰۸ تحت شرایط یک موافقت نامه با شهردار بیلباو، ایناکی آزکونا تغییر نام یافت که در آن شهردار بیلباو پذیرفت تا پول این جایزه را برای مدت سه سال بپردازد.
برنده جایزه و سایر کاندیداهای انتخاب شده برای نشان شایستگی که توسط رئیس عمومی یونسکو از فهرست کوتاهی که توسط یک هیئت منصفه بین‌المللی متشکل از شش شخصیت شناخته شده از نواحی مختلف دنیا نمایندگی می‌کنند، انتخاب می‌شود.
این جایزه که حالا ارزش آن ۲۵ هزار دلار آمریکا است، بعد از هر دو سال همراه با یک تندیس ساخته شده توسط هنرمند ژاپنی به نام توشیمی ایشی اهدا می‌شود. برندگان این جایزه در ۱۰ دسامبر، روز حقوق بشر ملل متحد، اعلان می‌شوند.